# Mim
Mim (från latinets mimus, och detta från grekiskan μῖμος, vars betydelse är imitation) är en litterär genre som har sitt ursprung i Antika Grekland och som omfattar en serie texter för vilka – utan att ha fullt definierade egenskaper – vanligtvis tillåts vissa gemensamma drag. Den bestod av en teatralisk framställning, sjungen eller talad, av verkligheten i vardagslivet av populär karaktär. En annan av dess egenskaper är improvisation, vilket skiljer den från andra genrer som den är relaterad till, såsom komedi. Föreställningarna ackompanjerades vanligtvis av danser eller magiska shower och fingerfärdighet. Skådespelarna som framförde den här typen av teaterstycken kallades också mimare. Mimen ska inte förväxlas med genren pantomim.

## Historia
Mim (eller Mimos grekiska; latin mimus), egentligen "härmare", var en person, som till andras förlustelse härmade människor eller djur. Denna hos forngrekerna omhuldade konst utvecklade sig till ett slags folkskådespel, vilket, liksom var och en av de däri uppträdande skådespelarna, kallades mimos. Mimernas egentliga hemland var Sicilien, vars befolkning framför andra greker var anlagda såväl för skarpsinnig iakttagelse som för ett lössläppt, gäckande skämt. En mera konstnärlig utbildning och därmed även en plats inom litteraturen fick denna diktart genom den sicilianske skalden Sofron (5:e årh. f. Kr), vars på rytmisk prosa skrivna mimer till och med synes ha varit mera ämnade för lektyr än för dramatiskt uppförande. Dessa mimer, vilka till sitt syfte var dels mera allvarsamma och sedelärande, dels uteslutande avsedda att väcka löje och munterhet, berömdes för sin livliga framställning och natursanna teckning av i synnerhet de lägre folkklassernas liv och seder. De ha i formellt hänseende delvis tjänat som förebilder för Platons dialoger, Theokritos’ idyller och Herondas’ mimiamber. De fragment av Sofrons mimer, som finns i behåll, är alltför stympade för att kunna ge någon föreställning om styckenas innehåll. Som Sofrons efterföljare i mimdiktning nämns dels hans son, Xenarchos, dels Filistion från Magnesia eller Nikaia, samtidig med kejsar Tiberius.
Samma förhållanden som på Sicilien kallade även mimisk folkdiktning och skådespelarkonst syditaliens greker till liv. Mimen infördes därifrån i Rom och omkläddes i latinsk dräkt. Även där var dessa improviserade alster av folkhumorn synnerligen omtyckta av det lägre folket och vann bifall även inom förnämare kretsar. De mimiska skådespelarna, till vilka även kvinnor hörde, var i sedligt hänseende illa omtyckta. På scenen uppträdde de utan mask, vanligen i en av brokiga lappar sammansatt dräkt, och bar som fotbeklädnad endast tunna sulor (därav kallade planipedes). Mimen förekom dels som självständigt dramatiskt upptåg (mimisk dialog), dels som mellanspel och efterspel (exodium) till andra dramer. Stundom bortföll texten helt och hållet, så att den dramatiska handlingen, liksom i våra balletter, utfördes blott genom karakteristisk dans och åtbörder (pantomim). I den romerska litteraturen infördes mimen först mot slutet av den republikanska tiden av Decimus Laberius och Publilius Syrus.